# Wilhelm Melcher
Wilhelm Melcher (* 5. April 1940 in Hamburg; † 5. März 2005) war von 1965 bis zu seinem Tod 40 Jahre lang Primarius des Melos Quartetts.

## Leben

### Ausbildung und Orchestertätigkeit
Im Alter von 7 Jahren erhielt er den ersten Violinunterricht von seinem Vater, 1950 wurde er in die Klasse von Erich Röhn aufgenommen, dem langjährigen 1. Konzertmeister der Berliner Philharmoniker, bei dem er bis 1961 studierte. Im Juli 1958 nahm Melcher gemeinsam mit dem gleichaltrigen Christoph Eschenbach zwei Mozart-Sonaten für das Hörspiel Wolfgang von Gott geliebt der Deutschen Grammophon auf, wofür er als „Honorar“ ein Fahrrad erhielt. Nach dem Abitur 1959 am Christianeum in Hamburg war Melcher von 1961 bis 1963 Stipendiat der Studienstiftung des Deutschen Volkes. Sein Studium setzte er in Rom bei Arrigo Pelliccia, dann bei Pina Carmirelli an der Accademia di Santa Cecilia fort. 1962 nahm er an einem Quartettkurs beim Quartetto Italiano teil. Beim anschließenden Wettbewerb erhielt er mit seinem Quartett den 1. Preis. 1963 bestand er sein Konzertexamen in Rom mit Auszeichnung. 1963 bis 1965 war er erster Konzertmeister der Hamburger Symphoniker, 1965 bis 1967 in gleicher Funktion beim Württembergischen Kammerorchester Heilbronn.

### Melos-Quartett
Ab 1965 widmete er sich dem Streichquartettspiel mit dem Melos Quartett, dessen Primarius er war.

### Lehrtätigkeit
1975 wurde er Dozent, 1980 ordentlicher Professor an der Staatlichen Hochschule für Musik und Darstellende Kunst in Stuttgart.

### Instrumente
Wilhelm Melcher spielte meist eine Carlo Bergonzi zugeschriebenen Violine von 1731 oder eine Domenico Montagnana zugeschriebene.

## Ehrungen und Auszeichnungen
- 1966: Gewinner des Internationalen Genfer Musikwettbewerbs mit dem Melos Quartett
- 1967: Preisträger des Villa-Lobos-Wettbewerbs in Rio de Janeiro mit dem Melos Quartett
- 1990: Bundesverdienstkreuz der Bundesrepublik Deutschland